# 구멍장이버섯목
구멍장이버섯목(Polyporales) 은 담자균문 담자균강에 속하는 균류 목의 하나이다.

## 하위 과
- 칠버섯과 (Cystostereaceae)
- 잔나비버섯과 (Fomitopsidaceae)
- 불로초과 (Ganodermataceae)
- 왕잎새버섯과 (Meripilaceae)
- 아교버섯과 (Meruliaceae)
- 유색고약버섯과 (Phanerochaetaceae)
- 구멍장이버섯과 (Polyporaceae)
- 꽃송이버섯과 (Sparassidaceae)
- 황금털버섯과 (Xenasmataceae)